# Jüdischer Friedhof (Westerkappeln)

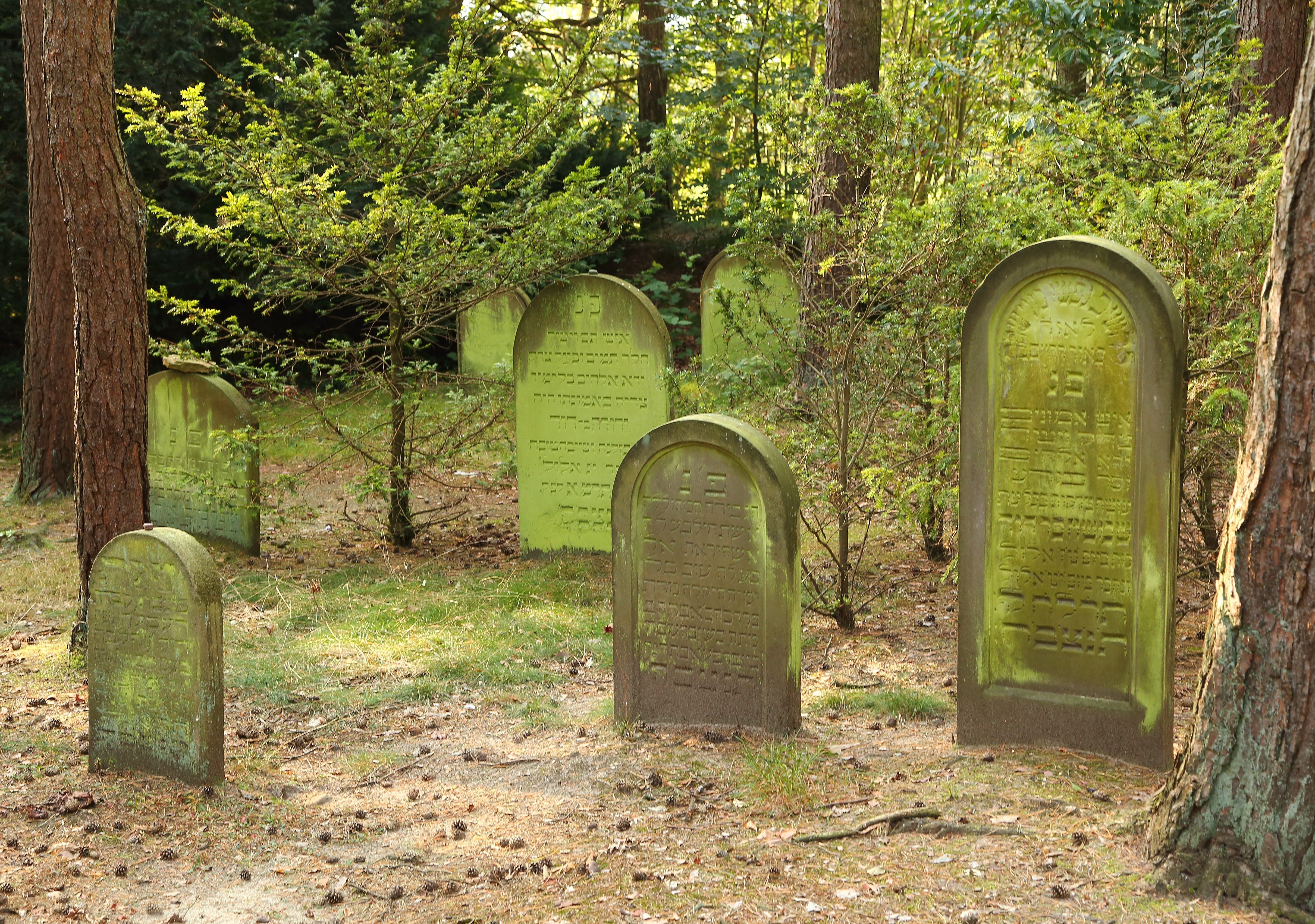
Jüdischer Friedhof in Westerkappeln

Der Jüdische Friedhof Westerkappeln befindet sich in der Gemeinde Westerkappeln im Kreis Steinfurt in Nordrhein-Westfalen. Als jüdischer Friedhof ist er ein Baudenkmal und seit dem 6. März 1987 in der Denkmalliste eingetragen.
Auf dem Friedhof in einem Waldstück an der Osnabrücker Straße/Am Gabelin sind 49 Grabsteine erhalten. Die Grabmäler aus Sandstein sind in abgerundeter Stelenform gestaltet.
Der Friedhof wurde von 1812 bis 1937 belegt. Der älteste Grabstein stammt aus dem Jahr 1831.
Insbesondere Gertrud Althoff hat sich im Auftrag der Gemeinde Westerkappeln ab 1985 im Zuge der Erarbeitung der Geschichte der jüdischen Gemeinde des Ortes mit der Dokumentation des jüdischen Friedhofes befasst.
Im Jahre 2021 hat der Bauhof der Gemeinde Westerkappeln damit begonnen, Teile des jüdischen Friedhofes neu einzuzäunen. Die Arbeiten sind noch nicht abgeschlossen.